# Rebel-’Rouser
Rebel-’Rouser bzw. Rebel Rouser ist ein Instrumentalstück des amerikanischen Rock-’n’-Roll-Gitarristen Duane Eddy aus dem Jahre 1958. Komponiert von Duane Eddy und Lee Hazlewood. Eddy und seine Band veröffentlichten es als Single, als EP und auf dem Album Have ‘Twangy’ Guitar—Will Travel. Das Lied wurde sein erster Top-10-Hit in den Vereinigten Staaten und gehört zu seinen größten Hits.

## Hintergrund und Veröffentlichung

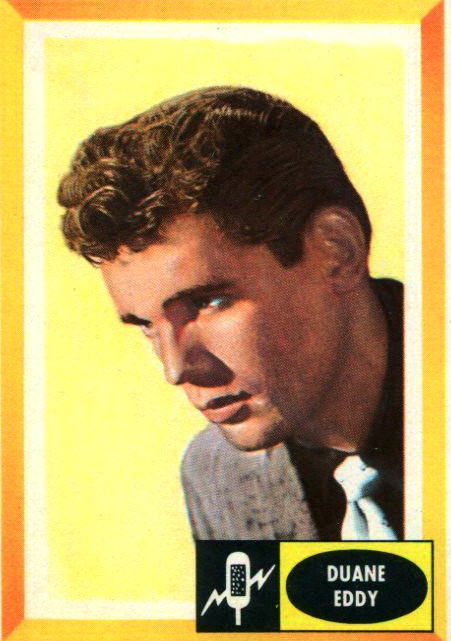
Duane Eddy, Sammelkartenmotiv von 1960

Das Lied Rebel-’Rouser wurde von Duane Eddy und dem Sänger und Songwriter Lee Hazlewood geschrieben und 1958 als Single von Duane Eddy and his ‘Twangy’ Guitar zusammen mit dem ebenfalls von den beiden stammenden Stück Stalkin’ veröffentlicht. Hazlewood war zudem gemeinsam mit Lester Sill Produzent der Single. Aufgenommen wurde es zuerst als Rabble Rouser im Studio Audio Recorders von Clay Ramsey und seinem Sohn Floyd in Phoenix, Arizona.
Die Melodie basierte locker auf dem bekannten When the Saints Go Marching In, wurde nach Aussage von Eddy jedoch vor allem durch den Folksong Who’s Gonna Shoe Your Pretty Little Feet inspiriert, den er in einer Interpretation von Tennessee Ernie Ford gehört hatte. Er spielte es im Studio ein, danach übernahm Hazlewood seine Aufnahme und überarbeitete sie in den Gold Star Studios in Los Angeles, wo er das von Gil Bernal gespielte Saxophon sowie den Hintergrundgesang und das Klatschen der Doo-Wop-Gesangsgruppe The Sharps, später bekannt als The Rivingtons, ergänzte.
Das Stück erschien zudem ebenfalls 1958 auf seinem ersten Album Have ‘Twangy’ Guitar—Will Travel  sowie in Kanada und Großbritannien auf der EP Rebel Rouser. 1960 wurde es nochmals auf dem Album $1,000,000 Worth of Twang veröffentlicht, auf dem neben diesem unter anderem auch Eddys Hits Forty Miles of Bad Road und Cannonball sowie die Instrumental-Coverversion Bonnie Came Back von My Bonnie enthalten war.

## Musik
Rebel-’Rouser ist ein Instrumentalstück im 4/4-Takt. Es beginnt mit einem Gitarrensolo Eddys mit der Melodie des Stücks im für ihn typischen „Twang“, gespielt auf seiner Gretsch 6120. Im weiteren Verlauf setzt ein Schlagzeug mit Becken sowie etwas später auch ein Saxophon mit einigen Akzenten ein. Die Saxophon-Elemente verstärken sich und werden von einem Chor unterstützt, der in einzelne anfeuernde Rufe im letzten Drittel des Stücks übergeht. Das Lied dauert insgesamt nur 2:02 Minuten und endet mit einer allmählichen Lautstärkeminderung, einem Fadeout.

## Rezeption
Rebel-’Rouser ist eines der bekanntesten Stücke Eddys, und er spielte es wie andere Klassiker regelmäßig bei Auftritten, teilweise auch gemeinsam mit anderen Musikern. Als einer seiner erfolgreichsten Titel wurde es zudem in zahlreiche Kompilationen des Musikers sowie auch in gemischten Samplern von Rock-’n’-Roll- und auch Country-Musik aufgenommen. Außerdem fand es Eingang in verschiedene Soundtracks wie etwa bei Mandolinen und Mondschein (1959), Eis am Stiel 3 – Liebeleien (1981), Herkules und die Sandlot-Kids (1993) oder Forrest Gump (1994). Zudem wurde es als Musik in Computerspielen eingesetzt, etwa in Mafia II und in Far Cry 5.

### Charts
Das Stück kam am 5. Juli 1958 in die amerikanischen Charts, wo es sich über 13 Wochen halten konnte und bis auf Platz 6 stieg; dabei blieb es sechs Wochen in den Top 10. In die britischen Charts kam es am 6. September 1958 und stieg bis auf Platz 19. Es blieb hier insgesamt 10 Wochen in den Charts. Damit war Rebel-’Rouser der zweite Titel von Duane Eddy nach Moovin’ ’n Groovin’, der es in die amerikanischen Charts schaffte, und das erste Stück mit einer Top-10-Platzierung. In Großbritannien war es der erste Song des Musikers in den Charts.

### Coverversionen
Als Klassiker des instrumentalen Rock ’n’ Roll wurde Rebel-’Rouser wie andere Eddy-Titel sowohl in den Jahren nach seiner Veröffentlichung wie auch in den folgenden Jahrzehnten zahlreich gecovert. Dabei wurde es sowohl im Bereich der Surfmusik, von Jazzmusikern sowie auch von Ska-Bands aufgegriffen. Auf cover.info waren im Mai 2022 rund 20 Versionen des Liedes gelistet, bei secondhandsongs.com waren es 34. Zu den Bands und Interpreten, die das Lied in einer Coverversion veröffentlichten, gehören u. a.:
- 1958: Hazy Osterwald Sextett, Sam Horn & Orchestra
- 1959: Enoch Light Orchestra, Pierre Cavalli
- 1960: John Barry, The Devalons, Bob Paris and The Auckland Jive Centre Band
- 1962: Bill Justis, Johnny Hallyday, Tommy Tedesco
- 1963: Bill McElhiney and his Orchestra, Steve Allen with Donn Trenner and his Orchestra
- 1964: The Deadly Ones
- 1966: The Challengers
- 1967: The Ventures
- 1970: Living Guitars
- 1971: The Exotic Guitars
- 1973: Bert Kaempfert & his Orchestra
- 1974: The Golden Guitars
- 1977: Kim & The Cadillacs
- 1978: Bill Black’s Combo
- 1987: Bjørn & Okay
- 1990: SuperCountry, Alex Bollard, Hans Hollestelle
- 1992: Paul Würges
- 1994: The Champs, Bugs Henderson
- 1995: The Starshine Orchestra & Singers, Joe Weed
- 1997: Lex Vandyke
- 2000: Razorbacks
- 2002: Andy Lee Lang & The Spirit, Hank C. Burnette
- 2004: Jimmy Sturr & his Orchestra & Duane Eddy, The Dillengers
- 2006: Link Wray & his Ray Men
- 2008: Jim Stringer and The AM Band
- 2014: Bill Frisell
- 2020: Morné Serfontein
- 2021: The Cat and Owl

## Einzelbelege
1. ↑  
Duane Eddy and His ‘Twangy’ Guitar – Rebel-’Rouser bei Discogs, Vinylsingle auf discogs.com; abgerufen am 16. Mai 2022.
2. 1 2 3 4  Mark McStea: Duane Eddy: How I Wrote "Rebel-'Rouser". In: guitarplayer.com. 11. Dezember 2020, abgerufen am 16. Mai 2022 (englisch).
3. ↑  
Duane Eddy and His ‘Twangy’ Guitar – Have ‘Twangy’ Guitar—Will Travel bei Discogs, Album auf discogs.com; abgerufen am 16. Mai 2022.
4. ↑  
Duane Eddy – Rebel Rouser bei Discogs, EP auf discogs.com; abgerufen am 16. Mai 2022.
5. ↑  
Duane Eddy, his ‘Twangy’ Guitar and The Rebels – $1,000,000 Worth of Twang bei Discogs, Album auf discogs.com; abgerufen am 14. Mai 2022.
6. 1 2 3  Duane Eddy & The Rebels – Rebel Rouser auf chartsurfer.de; abgerufen am 16. Mai 2022.
7. 1 2  Duane Eddy – Rebel-’Rouser auf cover.info, abgerufen am 16. Mai 2022.
8. 1 2  Duane Eddy – Rebel-’Rouser auf secondhandsongs.com, abgerufen am 16. Mai 2022.